# Rummelsburg
Rummelsburg, Berlin-Rummelsburg – dzielnica (Ortsteil) Berlina w okręgu administracyjnym Lichtenberg. Od 1 października 1920 w granicach miasta.
Znajduje się tutaj stacja kolejowa Berlin-Rummelsburg oraz Berlin-Lichtenberg.